# Colin Dexter
Colin Dexter, född 29 september 1930 i Stamford i Lincolnshire, död 21 mars 2017 i Oxford, var en brittisk författare. Dexter var främst känd för sina böcker om Kommissarie Morse, som verkar i universitetsstaden Oxford.
Colin Dexter fick det brittiska deckarpriset Gold Dagger Award två gånger (Kvinnan i kanalen och Vägen genom skogen) samt Silver Dagger Award lika många gånger (Själamässa och Döden i Jericho).

## Priser och utmärkelser
- The Silver Dagger 1979 för Service of All the Dead
- The Silver Dagger 1981 för The Dead of Jericho
- The Gold Dagger 1989 för The Wench is Dead
- The Gold Dagger 1992 för The Way through the Woods
- Palle Rosenkrantz-priset 1995 för Vejen gennem skovene
- The Cartier Diamond Dagger 1997
- Grand Master-diplom 2000